# 赵仁本
赵仁本（？—670年代），唐朝官员，唐高宗年间拜为宰相。

## 家世
赵仁本是陕州河北县人，隋朝幽州刺史赵赞之孙，忻州刺史赵玄极之子。他生年不详，只知在隋朝年间。隋恭帝（617年-618年在位）义宁年间起，他已是低级官员了，在当时及随后的唐朝，他常手抄诏敕，记录重大事件，人们都对他能保持良好记录表示佩服。唐初，马周客居密州，赵仁本重视其才，厚给行装，让他入关。

## 唐太宗年间
唐太宗貞觀年间（626年-649年），赵仁本转殿中侍御史。一次，有一份敕书需要一位御史长途跋涉，赵仁本的同僚们都想避免此行，都在找借口推托，赵仁本却越级请求前往，对当时已是自己上司的治书侍御史马周说：“食君之禄，死君之事。即使跋涉艰险，我不会找借口推托。”回来后，又因处理此事务得当，擢吏部员外郎。

## 唐高宗年间
唐高宗年间，赵仁本曾任详刑少卿，撰《法例》三卷，引以断狱，时议认为折衷，但后来唐高宗看后认为烦文不便，最终废弃不用。赵仁本迁东台侍郎，充使检校四部群书，封二年（667年）四月又在司列少常伯兼正谏大夫任上被授同东西台三品，为实质宰相。当时，右相许敬宗有权势，常对其他宰相有不当请托，赵仁本拒绝。咸亨元年（670年）十月，他在太子右中护任上被改任中台左丞、左肃机，罢相。咸亨（670年-674年）初年卒于任上。他的曾孙赵憬后在唐德宗年间拜相。
唐德宗年间，赵仁本得以续图凌烟阁。

## 评价
- 《旧唐书》史臣论曰：彦玮独遏奸臣，仁本请当远使，终升辅相，不亦宜乎！[1]

## 子孙
- 赵諠，左司郎中、司僕少卿
  - 赵道先，字○，德宗年间任洪州錄事參軍
    - 赵憬
- 赵諫，左羽林將軍

## 延伸阅读
[在维基数据编辑]
 《舊唐書/卷81》，出自刘昫《舊唐書》